# Patchwork (альбом Passenger)
Patchwork — одинадцятий студійний альбом англійського співака і автора пісень Passenger, представлений 10 липня 2020 року під лейблом Black Crow Records. Весь прибуток від альбому спрямовується неурядовій благодійній організації «The Trussell Trust», яка працює для того, щоб закрити потребу в банках харчування у Великій Британії.

## Передісторія
Passenger написав і записав альбом під час карантину через COVID-19 разом із продюсером Крісом Вальєхо та запрошеними музикантами Ендрю Філліпсом (раніше входив у гурт Passenger разом із Розенбергом) та Річардом Брінклов. Альбом складається з восьми пісень, включно із кавером на сингл Льюїса Капальді 2018 року «Someone You Loved». Платівка була представлена лише у цифровому форматі на різних потокових сервісах. Анонсуючи альбом, Passenger написав в Instagram, що пісні були «великим джерелом надії та втіхи для мене» під час «дивного й самотнього відчуття» бути замкненим вдома. Також він написав, що альбом присвячено його новонародженій племінниці Скай.

## Список пісень
| Стандартне видання | Стандартне видання                            | Стандартне видання |
| #                  | Назва                                         | Тривалість         |
| ------------------ | --------------------------------------------- | ------------------ |
| 1.                 | «Sword from the Stone (версія Patchwork)»     | 3:33               |
| 2.                 | «Year on Year, Day by Day (версія Patchwork)» | 3:26               |
| 3.                 | «Patchwork»                                   | 2:56               |
| 4.                 | «Venice Canals»                               | 3:09               |
| 5.                 | «Queenstown»                                  | 4:06               |
| 6.                 | «Swimming Upstream»                           | 2:24               |
| 7.                 | «Someone You Loved (кавер)»                   | 3:04               |
| 8.                 | «Summer Rain»                                 | 3:17               |
| 25:49              |                                               |                    |

## Чарти
| Чарт (2020)                                  | Найвища позиція |
| -------------------------------------------- | --------------- |
| Шотландія Scottish Albums (OCC)              | 85              |
| Швейцарія Swiss Albums (Schweizer Hitparade) | 80              |

## Історія випуску
| Регіон   | Дата               | Етикетка           | Формат               |
| -------- | ------------------ | ------------------ | -------------------- |
| Світовий | 10 липня 2020 року | Black Crow Records | Цифрове завантаження |